# Baixa polar

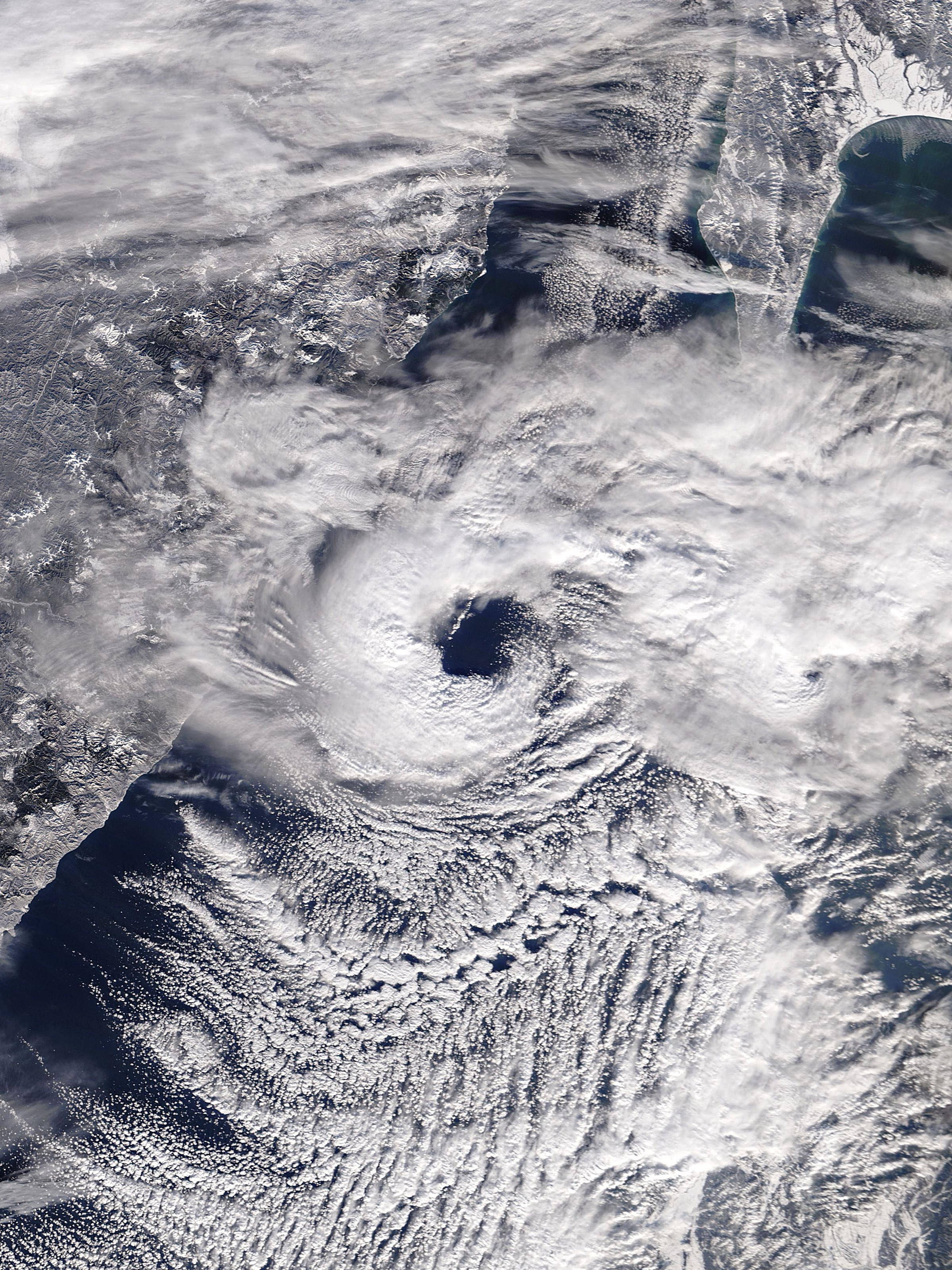
Baixa polar sobre o Mar do Japão em dezembro de 2009

As baixas polares são sistemas climáticos de mesoescala (tipicamente menor do que 1.000 km ou 600 milhas de ponta a ponta) encontrados nos pólos. Tal como os ciclones tropicais, elas formam-se sobre água relativamente morna, podendo apresentar convecção profunda (trovoadas) e ventos de escala forte (51 km/h, 32 mph) ou maior.